# Marie-Madeleine de La Fayette
Marie-Madeleine Pioche de La Vergne, komtesa de La Fayette známá jako Madame de La Fayette (18. března 1634 Paříž – 25. května 1693 Paříž) byla francouzská spisovatelka období klasicismu.

## Život
Marie-Madeleine Pioche de La Vergne se narodila v zámožné rodině pocházející z nižší šlechty, která měla kontakty na okolí kardinála de Richelieu. Její matka, dcera králova lékaře, byla ve službě vévodkyně Rose-Madeleine d'Aiguillon už od jejího narození. Její otec, Paul Pioche de la Vergne, králův štolba, zemřel po výstřelu z muškety, když bylo Marie-Madeleine patnáct let. Následující rok po této události (1650) se stala dvorní dámou královny Anny Rakouské a začala se vzdělávat v literatuře u gramatika jménem Ménage, který ji učil italsky a latinsky. Tento muž ji uvedl do populárních literárních salonů Catherine de Rambouillet, markýzy du Plessis-Bellier a Madeleine de Scudéry.
V roce 1660 se její matka znovu vdala za Renauda de Sévigné, strýce madame de Sévigné. Obě dámy "se staly navždy nejdražšími přítelkyněmi na světě". V roce 1655 se vdala ve věku 21 let za o osmnáct let staršího Auverňana Françoise Motiera, hraběte de La Fayette, se kterým měla dva syny. Tento vdovec, bratr slavného Louise de La Fayette, který vedl uzavřený život na svém zámku, jí přinesl štěstí a vliv. Doprovázela ho po jeho rodinných statcích v Auvergne a v Bourbonsku, ale také se pravidelně vracela do Paříže, kde se představila v nejvyšších kruzích kolem královského dvora.
Společenský vzestup jí umožnil s úspěchem otevřít vlastní salon v Paříži na ulici du Vaugirard. Navštěvovali ho La Fontaine, La Rochefoucauld, Segrais a princ de Condé. Manžel zůstal ve stínu slávy madame de La Fayette. Až do 19. století se nevědělo, že zemřel 26. června 1683.

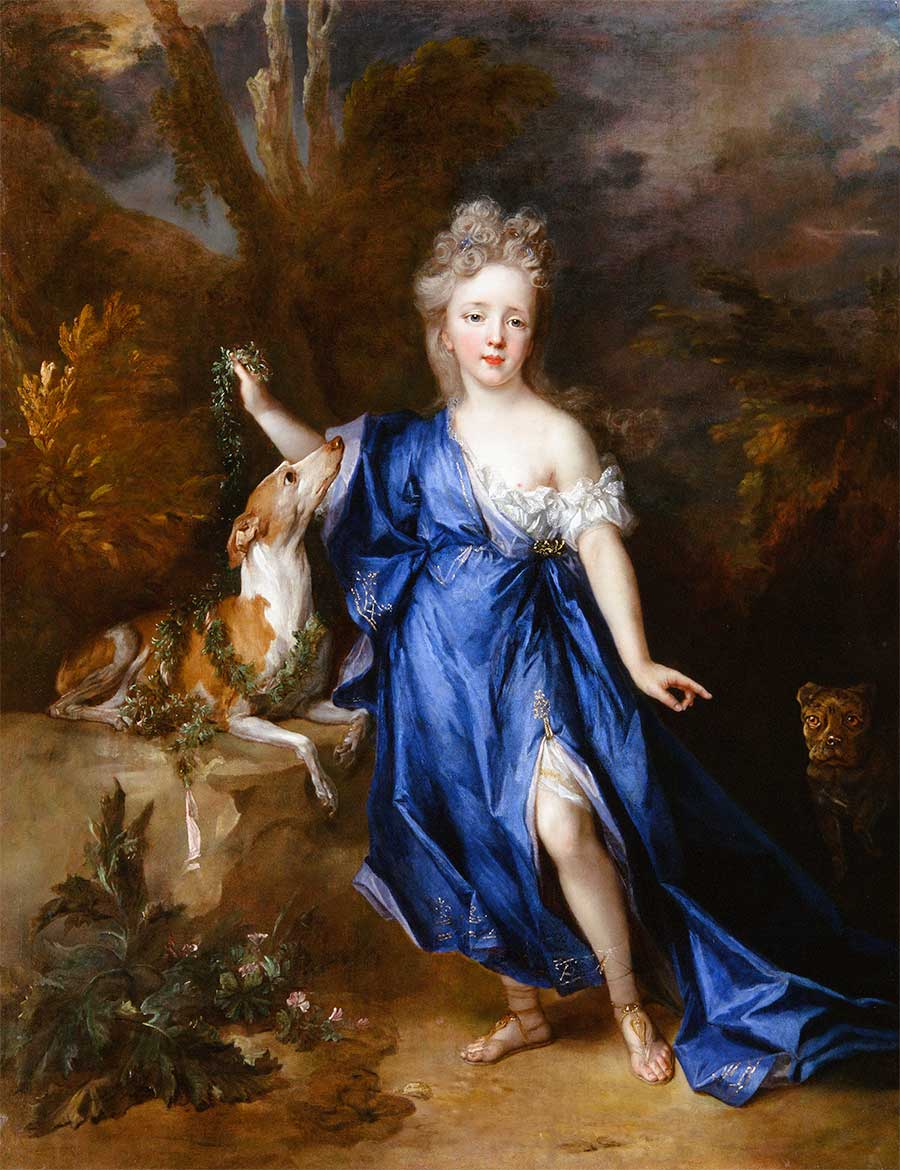
Marie Madeleine de La Fayette (1697)

Je známo, že mezi důležité známosti madame de La Fayette patřila Henrietta Anglická, budoucí vévodkyně Orleánská, která ji požádala, aby byla jejím životopiscem. Také Grand Arnauld a Huet, jejichž Pojednání o původu románů bylo zveřejněno jako předmluva jejího díla Zaïde. Madame de La Fayette byla dvořankou Henriety Anglické dva roky, až do jejího náhlého skonu.
Na začátku šlechtické vzpoury Fronda měla blízko ke kardinálu de Retz. Když se definitivně usadila v Paříži, vyšla anonymně její biografie "La Princesse de Montpensier" v roce 1662. Od roku 1655 do roku 1680 byla úzce spojena s La Rochefoucauldem (autor díla Maxima), o kterém řekla: "Rochefoucauld mi daroval esprit, ale já jsem změnila jeho srdce." La Rochefoucauld představil Marie-Madeleine mnohým velkým literárním duchům té doby, ke kterým patřili i Jean Racine a Nicolas Boileau.
V roce 1669 byl publikován první díl jejího románu Zaïde, příběhu z maurského Španělska, vydaného pod pseudonymem de Segrais, byť skoro všichni věděli, že je to Madame de La Fayette. Druhý díl vyšel v roce 1671.
Nejznámějším dílem Marie-Madeleine de La Fayette se stala Kněžna de Clèves, vydaná jedním z jejích přátel v březnu 1678. Toto dílo, jehož úspěch byl rozsáhlý, se stalo prototypem psychologického románu. Madame de La Fayette je také někdy označována za zakladatelku psychologického románu.
Smrt La Rochefoucaulda v roce 1680, pak hraběte de La Fayette v roce 1683, ji donutila vést méně aktivní společenský život během posledních let života svého. Po smrti manžela převzala s úspěchem péči o zděděné majetky a kariéry svých dvou synů. V roce 1692 zemřel její dlouholetý přítel a mentor Gilles Ménage, s nímž udržovala dlouholetý vztah, což ji oslabilo i fyzicky. Stáhla se z mondénního světa, aby se připravila na konec. Tři z jejích děl byly vydány posmrtně: La Comtesse de Tende (1723), Histoire d'Henriette d'Angleterre (1720), Mémoires de la Cour de France (1731).

## Díla
- La Princesse de Montpensier, 1662, biografie
- Zayde, histoire espagnole, díl 1, díl 2, Paris, Claude Barbin, 1671, román
- La Princesse de Clèves, v Paříži, vydal Claude Barbin, 16. květen 1678, psychologický román
- La Comtesse de Tende (1718), posmrtně
- Histoire de madame Henriette d'Angleterre, première femme de Philippe de France, Duc d'Orléans, biografie
- Mémoires de la cour de France pour les années 1688 et 1689, memoáry

## Fotogalerie

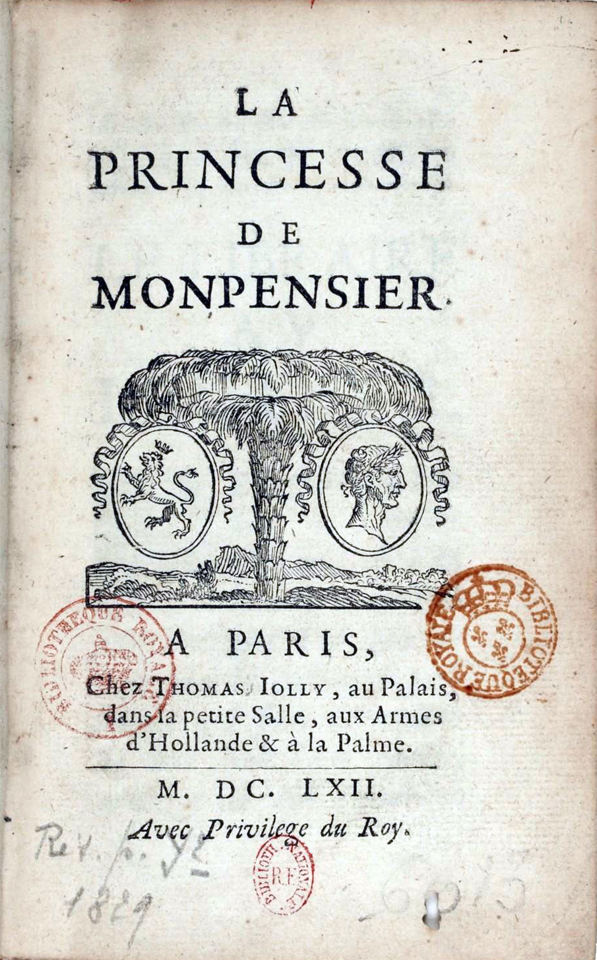
Dílo 'La Princesse de Montpensier' (1662)
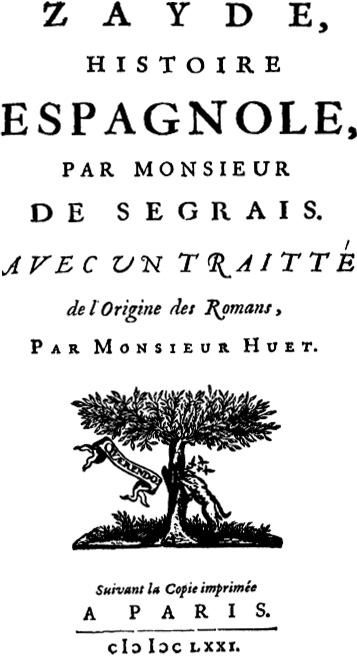
Dílo 'Zayde, Histoire espagnole par Monsieur de Segrais avec un traité de l'Origine des Romans par Monsieur Huet' (Paříž, 1670)
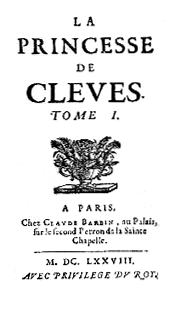
Dílo 'La Princesse de Clèves' (1678)